# Act-of-State-Doktrin
Die Act-of-State-Doktrin (englisch: Act of State doctrine) ist eine im angloamerikanischen Rechtskreis anerkannte Regel des Völkerrechts. Sie besagt, dass Rechtsakte fremder Staaten der nationalen gerichtlichen Kontrolle entzogen sind. Die Doktrin ist keine allgemeine Regel des Völkerrechts im Sinne des Art. 25 GG. Sie betrifft vielmehr die Auslegung innerstaatlichen Rechts, nämlich der Frage, ob und in welchem Maße von der Wirksamkeit der Akte fremder Staaten auszugehen ist. 
Dem deutschen Recht ist eine derartige Doktrin nicht bekannt. Hier gibt es keine verbindliche Regel, wonach die Wirksamkeit ausländischer Hoheitsakte bei der Anwendung innerstaatlichen Rechts der gerichtlichen Nachprüfung entzogen sei. Insbesondere sind nicht etwa Akte, die der Staatstätigkeit der DDR zuzuordnen sind, der Nachprüfung durch Gerichte der Bundesrepublik Deutschland entzogen, wie sich insbesondere aus Art. 18 und Art. 19 Einigungsvertrag ergibt.